# Szarka Gáspár
Lukafalvi Szarka Gáspár (Zarkaháza (Vas megye), 1635. augusztus 10. – Keresztúr várában, 1683. október 18.) bölcseleti és teológiai doktor, Jézus-társasági áldozópap és tanár.

## Élete
A lukafalvi Szarka család sarja. Édesapja lukafalvi Szarka Mihály, csobánci kapitány, Vas vármegye alispánja, édesanyja a kerecseni Szalay családból való kerecseni Szalay Zsuzsanna volt. Anyai nagyszülei kerecseni Szalay János (fl. 1628–1641), földbirtokos és szapári Szapáry Zsuzsanna (fl. 1628–1641) voltak. Anyai nagynénje kerecseni Szalay Katalin (fl. 1667), akinek a férje meszléni Meszlény Benedek (fl. 1620–1660), Vas vármegye alispánja 1646. és 1656. között, országgyűlési követe, földbirtokos volt.
1653. október 7-én a Jézus-társaságába lépett Laibachban. Nagyszombatban a gimnáziumban és az egyetemen több évig tanított és mint az egyetem kancellárja a szentírást és a kánonjogot adta elő. Rektor és a növendékek mestere volt Trencsénben, majd Nagyszombatban az egyetem rektora. Thököly Imre hívei betegágyából foglyul vitték Szomolányba, majd Hrussó várába Keresztúron, ahol néhány nap múlva 1683. október 18-án meghalt. Bécs és Esztergom felszabadulását megjövendölte társai számára.

## Művei
- Assertiones Ex Universa Philosophia... Praeside Casparo Szarka... Tyrnaviae, 1671
- Liber de vera religione. Uo. (XVII. század). Ezen munkát magyarul is idézik: Az igaz vallásról címmel, de névtelenül.
- Regulai a Jésus Társaságának Azokkal együtt, mellyek kiváltképpen az Coadjutorokhoz tartozandók. Nagyszombat, 1681 (Stoeger őt tartja e munka fordítójának)